# Amor total
Amor total es el nombre del 14° álbum de estudio grabado del intérprete mexicano Emmanuel. Se lanzó al mercado por el sello discográfico PolyGram el 24 de septiembre de 1996. Se convirtió en su primer trabajo con dicha discográfica.
Con esta grabación regresa al mundo discográfico, después de año y medio de ausencia, para su promoción contó con los sencillos: «Amor total», tema principal de la telenovela La culpa (1996), producida por Televisa, y «Mi mujer».

## Lista de canciones
- Todas las canciones escritas y compuestas por Manuel Alejandro, excepto donde se indica.

| Amor total |                           | |          |  |
| N.º        | Título                    | Escritor(es)                                                                                             | Duración |  |
| 1.         | «Amor total»              | Manuel Alejandro                                                                                         | 5:10     |  |
| 2.         | «Tarumba»                 | Manuel Alejandro                                                                                         | 5:45     |  |
| 3.         | «Mi mujer»                | Manuel Alejandro                                                                                         | 4:38     |  |
| 4.         | «Corazones»               | Manuel Alejandro                                                                                         | 5:18     |  |
| 5.         | «Adiós mi sirena, adiós»  | Manuel Alejandro                                                                                         | 5:00     |  |
| 6.         | «La fuerza de la vida»    | J. Badia · Paolo Vallesi · Giuseppe "Beppe" Dati Adapt: al español: Ignacio "Badia" Ballesteros          | 4:58     |  |
| 7.         | «Un día, otro día y otro» | Rosana Arbelo                                                                                            | 3:44     |  |
| 8.         | «Fuego y miel»            | Rosana Arbelo                                                                                            | 4:32     |  |
| 9.         | «Lo eres todo»            | Carmen Santoja · Gloria Van Aersen                                                                       | 3:23     |  |
| 10.        | «Pequeño gran chopin»     | Marco Masini · Giancarlo Bigazzi · Giuseppe "Beppe" Dati Adapt: al español: Ignacio "Badia" Ballesteros) | 5:00     |  |
| 47:25      |                           | |          |  |

- Datos: Q5673110